# Quero
Quero là một đô thị ở tỉnh Belluno, vùng Veneto phía bắc Italia. Quero có diện tích 28 km2 và dân số là 2311 người.
Đô thị này trải dài dọc theo phía bên phải của thung lũng thấp nhất dọc theo sông Piave.